# Alberto Ponticelli
Alberto Ponticelli (Milano, 10 giugno 1969) è un fumettista italiano.
Nel 1994 è terzo classificato alla rassegna fumettistica Prato Fantastico e, nello stesso anno, comincia a fare fumetti con Graziano Origa disegnando il Sentimetal Hacker Superhero Videomax n. 12 (Cartoon Bros, omaggio ai personaggi della Warner Bros.), versione in formato striscia edita dalla Editoriale Dardo di Milano (nel 1997 la storia viene ristampata dalla Shok Studio in formato comic book). Nel 1996, disegna la seconda storia di Videomax, graphic novel in 24 tavole (Anema e core), pubblicata prima sulla rivista Fumetti d'Italia nn. 19 e 20, poi raccolta l'anno dopo - insieme ad altre due storie disegnate da Carlo Ambrosini e Pier Gallo - in un volume edito da Scarabeo di Torino. Dello stesso supereroe virtuale disegna anche una terza ed ultima storia, sempre di Origa, Brandon Mishima Body, apparsa in Fumetti d'Italia nn. 24 e 25.
Nel 1995, Ponticelli incontra gli esordienti dello Shok Studio, gruppo formato da giovani che realizzano e pubblicano vari comic book fra cui Morgue e Ragno, e con loro disegna Egon, seconda autoproduzione targata Shok, pubblicato anche negli States dalla Dark Horse Comics e ripubblicato in Italia con Panini Comics e in Polonia con Mandragora. Stessa sorte per il progetto Dead or Alive, cyberpunk western commissionato ancora dalla Dark allo Shok e poi importato in Italia sempre da Panini.
Nel 1998, quando Videomax chiude e lo Shok Studio si scioglie, Ponticelli continua da solo la sua attività professionale.
Nel 1999, lavora per i più noti gruppi americani fra cui Image (la miniserie Sharky), e Marvel (Heavy metal e Frank Frazetta Fantasy Illustrated). 
Nel 2000, disegna una sequenza di quattro numeri di Sam and Twich, serie scritta da Brian Michael Bendis.
Nel 2001, disegna per la Marvel la miniserie Marvel Knights e l'adattamento a fumetti dal film Blade II su testi di Steve Gerber (Howard the Duck), oltre a una parte della storia Captain America lives again (scritta da David Gibbons), che resta incompiuta.
Nel 2002, insieme a Giovanni Gualdoni, sviluppa un progetto abbozzato anni prima insieme ai ragazzi dello shok: Starlight.
Nel 2003, inizia anche una collaborazione con Les Humanoïdes Associés disegnando Stellaire.
Nel 2004, la Buenavista-Disney gli affida le matite per la graphic novel Alias, dal telefilm prodotto da J.J. Abrahams.
Nel 2005, si prende una pausa dal fumetto per rimettere in discussione il suo stile e cercare nuovi stimoli, lavorando nel contempo a vari storyboards, tra cui - insieme a Maurizio Rosenzweig - quelli per i video Buoni o cattivi e È solo un rock'n'roll show, entrambi di Vasco Rossi.
Nel 2006, per l'etichetta KSTR della francese Castermann, disegna la graphic novel Come un cane, su testi di Alex Crippa, ambientata tra le favelas del Brasile nel mondo dei combattimenti clandestini. Vince, grazie a questo lavoro, il premio Boscarato come miglior disegnatore.
Dal 2007, lavora ai disegni della serie regolare Unknown Soldier su testi di Joshua Dysart, per il marchio Vertigo della DC Comics.
La serie è nominata agli Eisner Awards 2009 nella categoria new series.
Nel 2008, scrive e disegna Blatta per Leopoldo Bloom Editore, che gli fa guadagnare il premio Boscarato come miglior fumetto, e il premio Micheluzzi come miglior disegnatore; disegna inoltre la graphic novel Fuochi Fatui, scritta da Giustina Porcelli, per l'etichetta Castermann.
Nel 2011 è coautore del libro "Le 5 fasi" insieme ad Akab, Ausonia, Squaz, Officina infernale, Tiziano Angri.
Nel 2012 disegna Frankenstein, su testi di Jeff Lemire e Matt Kindt, per DC Comics.
Nel 2013 disegna Dial H, su testi di China Mieville, per DC Comics, e un paio di numeri di Batman, Dark Knight, su testi di Gregg Hurwitz, sempre per DC Comics. è inoltre al lavoro sulla serie Roge Trooper, per la IDW, su licenza della 2000 A.D.
Nel 2014 è al lavoro su FBP (Vertigo) e su Zero (Image comics).
Nel 2015 inizia una collaborazione con il nuovo editore americano Aftershock, e insieme allo scrittore David Hine, disegna la serie Second Sight.
Attualmente è al lavoro sull'adattamento seriale cinematografico della sua graphic novel Blatta, insieme alla giovane società di produzione Grey Ladder.